# Emblemasoma erro
Emblemasoma erro — вид двокрилих комах родини сірих м'ясних мух (Sarcophagidae).

## Поширення
Вид трапляється на Великих рівнинах Північної Америки.

## Спосіб життя
Муха є паразитоїдом цикади Neotibicen dorsatus. Цікаво, що самиці знаходять свою жертву за звуком. Вони пеленгують самців цикад під час шлюбних співів та відкладають яйця у живих комах. З часом з яєць вилуплюються личинки, що поїдають господаря живцем. Самців Emblemasoma erro також приваблюють співи цикад, адже біля них вони можуть знайти самиць, що готові до спарювання.